# 艶々ナイト
艶々ナイト（つやつやナイト）は、かつてテレビ埼玉で放送されたお色気 バラエティ番組である。ここでは『艶々ナイトショッピング』についても記述する。

## 概要
当初はナイトクラブ風のソファに郷田ほづみと数名の女性が座ってのエッチなトーク番組だったが、予告も無く突然ガダルカナル・タカの司会でスタジオ撮りに変わった。
タカが「今日のは録っとけヨ! もうアダルトビデオ買わなくてもいいぞ」と視聴者に呼びかけるほどの過激お色気路線だった。多数のAV女優がひな壇レギュラーとして出演した。
池袋の桐杏学園のビデオスタジオ「桐杏VCT」で収録され、番組末期は3本撮りの体制だった。番組スタッフの話によると、キー局制作番組より制作費はかなり安かったらしい。
当初は埼玉ローカルだったが、千葉テレビにも番組販売された。名古屋地区でも放映された。
1995年頃に番組が終了。暫くしてエロ度を抑え目にした『パンドラ御殿』がほぼ同じ時間帯で放送される。
エンディングテーマソングはインナー・サークル「Sweat (A La La La La Long)」。

## 出演者
司会
- 郷田ほづみ（ごく初期）
- MANZAI-C（ごく初期）
- ガダルカナル・タカ
- 雨空トッポ・ライポ（当時）
- 内原茂樹（あかひげ薬局）

レギュラー
- 岡本菜緒
- 本木麗央奈
- あき

スポット出演
- 森田久恵
- 中井淳子
- 宮木汐音
- 日吉亜衣
- 小森まみ
- 上条うらら
- 赤木佐知
- SHIHO
- 観月沙織里
- 泉京子など

## 私のオッパイ揉んでみませんか
一般視聴者が番組レギュラー出演している人気AV女優とエロいゲームで競い、勝ちあがるたびにAV女優の乳房にタッチでき、場合によっては生揉みまでいけるという、テレビ番組としては超過激な名物コーナーであった。元ネタは週刊宝石のコーナー、「あなたのオッパイを見せてくれませんか」である。
前期
基本的に背が高くスレンダーな「レオナ」、胸が大きくダイナマイトボディの「なお」、小柄でかわいらしい「あき」の3人が参加し、この3人のうちゲームで負けた女の子が男性から胸を揉まれる。
ゲーム内容はおしりで風船早割りやトイレットペーパーを早く抜き取るなどシンプルなもの。
ゲームは3回戦行われ、1回戦で負ければ洋服の上から、2回戦で負ければ下着の上から、3回戦で負ければ生で胸を揉める。1人の女の子が2回負けることもあったが、基本的には3人全員揉めるように配慮されていた。
後期
レギュラー3人がいなくなるにしたがって、出演の女の子が増えるようになる。
女の子の名前が書かれたルーレットをまわして、矢印の止まった女の子と「あっち向いてホイ」をやり、ゲームに勝つとサイコロを振って、出た目によってご褒美がもらえる。例えば1が出れば生揉み、2はパイ舐めなど。逆にゲームに負けると、罰ゲームが与えられる。
ルーレットの名前の中には、司会のタカやトッポ・ライポの名前があり、当たってしまうこともあった。

## 艶々ナイトショッピング
2004年頃にテレビショッピングとして復活。しかし突然予告もなく終了した。
司会
- ガダルカナル・タカ
- 矢部美穂
- 〆さば

## スタッフ
- ディレクター：相川和義

## 関連番組
- パンドラ御殿 - エロ度抑え目にした後継番組
- 女又力くん
- エルニーニョ（後にエロニーニョに変更）